# وفد الحكومة الإيرانية
مجلس وزراء إيران أو وفد الحكومة الإيرانية (الفارسية: هیئت‌دولت ایران) هي هيئة رسمية تتكون من مسؤولين حكوميين ووزراء يختارهم ويقودهم رئيس إيران. يجب الموافقة على تكوينها من خلال تصويت البرلمان. وفقًا لدستور جمهورية إيران الإسلامية، يجوز للرئيس إقالة أعضاء مجلس الوزراء، ولكن يجب أن يفعل ذلك كتابيًا، ويجب أن يوافق البرلمان مرة أخرى على المعينين الجدد. تعقد اجتماعات مجلس الوزراء أسبوعيًا أيام السبت في طهران ويرأسها الرئيس. قد تكون هناك اجتماعات إضافية حسب ما تقتضيه الظروف.

## ما قبل الثورة
من عام 1699 حتى عام 1907 كان مجلس الوزراء الإيراني بقيادة الصدور العظام يُعينوا من شاه إيران.
أدت الثورة الدستورية الفارسية عام 1905 إلى وضع الدستور الفارسي عام 1906 وتأسيس البرلمان الإيراني، الذي انتُخب أعضاؤه من عامة الشعب. أُلغي منصب رئيس الوزراء واستُبدل بمنصب رئيس وزراء إيران. نصّ الدستور على خضوع جميع رؤساء الوزراء لتصويت البرلمان للموافقة عليهم أو إقالتهم.
خلال الفترة من عام 1907 إلى عام 1951 م، كان الشاه يختار جميع رؤساء الوزراء، ويخضعون لتصويت ثقة من البرلمان الإيراني. ومن عام 1951 إلى عام 1953، كان أعضاء البرلمان ينتخبون رئيس الوزراء فيما بينهم (رئيس الحزب الحائز على أغلبية المقاعد)، من خلال تصويت ثقة. ثم كان الشاه، بصفته رئيسًا للدولة، يعين من يختاره البرلمان لمنصب رئيس الوزراء، وفقًا لنظام وستمنستر للديمقراطية البرلمانية. وبعد إقالة رئيس الوزراء محمد مصدق عبر الانقلاب الإيراني عام 1953 م، أُلغيت هذه الممارسة، وعاد اختيار رئيس الوزراء إلى العملية التي كانت سارية قبل عام 1951 م.

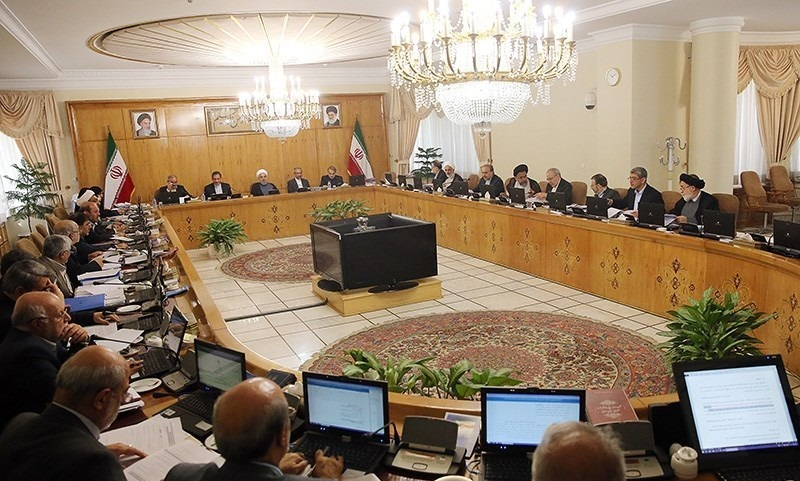
الرئيس روحاني يرأس اجتماعًا لمجلس الوزراء، 1 تشرين الأول 2015 م

## ما بعد الثورة
في أعقاب الثورة الإيرانية عام 1979 م، أُلغي منصب الشاه كرئيس للدولة، منهيًا بذلك فعليًا تاريخ النظام الملكي في إيران. نصّ الدستور الإسلامي الجديد لإيران على أن يُرشّح رئيس الجمهورية أعضاء مجلس الوزراء، بمن فيهم رئيس الوزراء، والذي كان يُعتمد بتصويت ثقة في البرلمان الإيراني. أنهى التعديل الدستوري لعام 1989 م فعليًا منصب رئيس الوزراء، ونقل صلاحياته إلى رئيس الجمهورية ونائبه.

### التعيينات لعام 2009
أعلن الرئيس أحمدي نجاد عن تعيينات وزارية مثيرة للجدل في ولايته الثانية، حيث عيّن إسفنديار رحيم مشائي نائبًا أول للرئيس، لكن تعيينه قوبل برفض من عدد من أعضاء البرلمان ووزير الاستخبارات غلام حسين محسني إجئي. اضطر مشائي للاستقالة، فعينه أحمدي نجاد رئيسًا لديوان الرئاسة، وأقال إجئي.
في 26 تموز 2009، واجهت حكومة أحمدي نجاد مشكلة قانونية بعد إقالته أربعة وزراء، إذ ينص الدستور الإيراني (المادة 136) على أنه إذا تم تغيير أكثر من نصف أعضاء الحكومة، فلا يحق لمجلس الوزراء الاجتماع أو اتخاذ قرارات قبل موافقة البرلمان على التشكيلة الجديدة. وأكد نائب رئيس البرلمان عدم قانونية أي اجتماع أو قرار وزاري قبل هذه الموافقة.
في 19 أغسطس 2009، أعلن أحمدي نجاد قائمة من 21 مرشحًا للوزارات. وفي 4 سبتمبر، وافق البرلمان على 18 منهم ورفض ثلاثة، بينهم امرأتان: سوسن كشورز (التربية)، محمد علي‌آبادي (الطاقة)، وفاطمة آجرلو (الرفاه والتأمين الاجتماعي). وتمت الموافقة على مرضية وحيد دستجردي وزيرةً للصحة، لتصبح أول وزيرة منذ الثورة الإسلامية.
كما أثارت تعيينات أحمدي نجاد في ولايته الثانية جدلاً، خصوصًا تعيينه إسفنديار رحيم مشائي نائبًا أول للرئيس، وهو ما رفضه أعضاء في البرلمان ووزير الاستخبارات غلام حسين محسني إجئي. استقال مشائي بضغط من البرلمان، فعينه أحمدي نجاد رئيسًا لديوانه، وأقال إجئي.
في 26 يوليو/تموز 2009، واجهت حكومة أحمدي نجاد مشكلة قانونية بعد إقالته أربعة وزراء. ينص الدستور الإيراني (المادة 136) على أنه في حال استبدال أكثر من نصف أعضائه، لا يجوز لمجلس الوزراء الاجتماع أو اتخاذ أي إجراء قبل موافقة المجلس على تعديلات العضوية. وأعلن نائب رئيس المجلس أن أي اجتماعات أو قرارات لمجلس الوزراء لن تكون قانونية، ريثما تتم الموافقة عليها من جديد.
تم الإعلان عن القائمة الرئيسة للتعيينات الوزارية الـ21 في 19 آب 2009. في الرابع من أيلول، وافق البرلمان الإيراني على 18 مرشحًا من أصل 21 مرشحًا ورفض ثلاثة منهم، من بينهم امرأتان. لم يوافق البرلمان على ترشيح سوسن كشاورز ومحمد وعلي آبادي وفاطمة آجورلو لوزارات التعليم والطاقة والرعاية الاجتماعية والضمان الاجتماعي على التوالي. حصلت مرضية وحيد دستجردي على الموافقة كوزيرة للصحة، مما جعلها أول وزيرة في إيران منذ الثورة الإسلامية.

### عمليات الدمج والفصل في عام 2011
في 9 مايو، أعلن أحمدي نجاد عن دمج وزارات النفط والطاقة، والصناعة والمناجم مع التجارة، والرفاه مع العمل. وفي 13 مايو، أقال وزراء النفط (مسعود ميركاظمي)، الصناعة والمناجم (علي أكبر محرابيان)، والرفاه (صادق محصولي). وفي 15 مايو، أعلن نفسه وزيرًا بالوكالة للنفط.
ومن أغسطس 2009 حتى فبراير 2013، أقال البرلمان تسعة وزراء من حكومة أحمدي نجاد، كان آخرهم وزير العمل رضا شيخ الإسلام في مطلع فبراير 2013.
من آب 2009 إلى شباط 2013، عُزل تسعة وزراء في الحكومة من المجلس، وكان آخرهم وزير العمل، رضا شيخ الإسلام في بداية شباط 2013.

### حسن روحاني
انتُخب حسن روحاني رئيسًا لإيران في الانتخابات الرئاسية عام 2013 وتولى منصبه في 3 آب 2013. ورشح أعضاء حكومته الائتلافية إلى البرلمان للتصويت على الثقة في اليوم التالي. وقد وافق البرلمان على تعيين 15 وزيرًا من أصل 18 وزيرًا معينًا.

## روابط خارجية
- مذكرة نظام التجارة الخارجية لإيران - وثيقة رسمية بصيغة PDF مكونة من 145 صفحة تصف جميع الوزارات والمؤسسات التابعة لحكومة إيران ووظائفها.